# Inrather Berg
Der Inrather Berg ist mit seiner Höhe von 87 m ü. NN die höchste Erhebung der Stadt Krefeld. Im Gegensatz zum Hülser Berg (63 m ü. NN), der höchsten natürlichen Erhebung der Stadt, ist er jedoch von Menschenhand geschaffen. Er ist ein Trümmerberg und eine ehemalige Bauschuttdeponie, auf der unter anderem die Trümmer von im Zweiten Weltkrieg zerstörten Gebäuden liegen. Sein Spitzname ist daher auch Monte Klamotte.